# Бараински, Клаудия
Клаудия Бараински (нем. Claudia Barainsky, 30 сентября 1965, Западный Берлин) — немецкая оперная и концертная певица (сопрано).

## Биография
Окончила Высшую школу искусств в Западном Берлине, где её педагогами были Ингрид Фигур, Дитрих Фишер-Дискау и Ариберт Райман. Дебютировала на оперной сцене в роли Констанцы в опере «Похищение из сераля» (Берн, 1993), в заглавных ролях в операх «Лулу» А.Берга и «Мелюзина» А. Райманна (Дрезден, 1994).
Концертирует в Европе, США, Японии.

## Репертуар
Среди исполненных ею классических оперных партий — Серпина в опере Перголези «Служанка-госпожа», Памина в «Волшебной флейте», Софи в «Кавалере розы» и Саломея в одноимённой опере Р. Штрауса, Мюзетта в «Богеме» Пуччини, партии в вокальных сочинениях Бетховена, Малера, Шостаковича и др.
Активно исполняет сочинения современных композиторов — Марию в опере Циммермана «Солдаты» (в 2007 году получила за эту роль Премию немецкой критики граммофонных записей как лучшая певица), Медею в одноимённой опере А. Райманна (2010), произведения Лигети, Куртага, Мадерны, Хенце, Ноно, Фёрнихоу, Сандстрёма, Тань Дуня, Пинчера, фон Бозе, Санчеса-Верду, Н. Обухова, Гия Канчели, «Реквием» Е. Фирсовой и многие другие.

## Выступления в России
В 2009 году выступала в Санкт-Петербургской академической филармонии в цикле программ «Бетховен и музыка Вены».